# Ebale ya zaïre
Ebale ya Zaïre que l’on pourrait textuellement traduire en français par « Le Fleuve Zaïre » est l’une des chansons les plus célèbres des grands classiques de la Rumba congolaise. Elle a été écrite et composée par Simaro Lutumba, de son vrai nom, Simon Lutumba Ndomanueno, appelé aussi le poète, au temps où il évoluait comme guitariste rythmique et parfois soliste au sein du groupe TP OK Jazz (Tout Puissant OK Jazz) créé par Franco Luambo Makiadi. Il intégra la formation dès 1961, pour la quitter peu après la mort celui-ci, survenue en 1989. La créativité artistique et les liens d’amitié que Simaro entretenait avec Franco lui ont permis d’accéder à la fonction de Vice-Président du TP OK Jazz, devenant ainsi un des leaders charismatiques de tous les temps.

## Genèse et contexte historique de la chanson
Contrairement à ce que l’on pourrait croire, Ebale ya Zaïre n’est pas une chanson écrite en hommage au Fleuve Zaïre. Il s’agit d’une chanson d’amour basée sur des faits réels vécus par l’auteur. Simaro fut sérieusement affecté par le départ de sa femme qui se rendait au Nord de la République démocratique du Congo (RDC). En accompagnant  sa dulcinée au port de Kinshasa où elle devrait prendre le navire (Masuwa en Lingala), il fut subitement épris d’un sentiment d’abandon. Plutôt que de s’effondrer impuissamment dans les bras de Zwani (dont le nom réel est Jeannine Mbole), sa partenaire de vie, il s’en prend au navire qui va l’emmener vers d’autres cieux, en l’accusant de lui voler son amour éternel et en lui demandant surtout de la ramener le plus tôt possible. Il assiste, les larmes aux yeux, à l’éloignement de ce maudit navire qui disparaît dans le brouillard (londende) avec sa bien-aimée, sans être rassuré de son retour, le regard figé sur la photo qu’elle lui a laissée en souvenir au moment de s’en aller. Il en est tellement meurtri qu’à la fin de la chanson, il en appelle presque à la mort pour alléger ses souffrances, ne pouvant plus supporter de voir devant lui l’ombre de sa femme à chaque pas qu’il fait.
Dans Ebale ya Zaïre, Simaro Lutumba relate toute la peine qu’il a eue à accepter la séparation d’avec sa femme, de façon très imagée, très poétique et à la fois philosophique, comme dans la plupart de ses œuvres. Celle-ci est entièrement écrite en Lingala, la langue la plus parlée en RDC, avec une rhétorique rigoureuse, digne des auteurs de son époque.

## Anecdote
Ebale ya Zaïre est beaucoup plus connu sous le titre de « MASUWA », à traduire par navire ou bateau, pour la simple raison que c’est par ce terme que débute la chanson, lequel figure dans deux strophes principales qui font suite à des riffs de guitare électrique prolongés appelés dans la Rumba congolaise « Sebene » .
Zwani est le pseudonyme de Jeannine Mbole qui a déjà été immortalisée dans un autre titre écrit et composé par Simaro le poète, à savoir, « Mabele », publié en 1974 et inscrit au nombre des meilleures chansons congolaises.
Simaro Lutumba a aussi été baptisé par ses fans, Simaro Masiya (le messie), car ils trouvaient que ses chansons comportaient d’innombrables révélations sur les relations de couple, les rapports avec l’argent, la condition féminine, les problèmes de société, l’éducation de la jeunesse, le mystère de la mort, et particulièrement, la spiritualité.

## Analyse musicale
Ebale ya Zaïre a été composé dans la première décennie 1970, plus exactement en 1973, sur une interprétation de Sam Mangwana. Ce fut une période très prolifique pour la musique congolaise qui était basée sur le mélange des genres. Simaro Lutumba, à l’époque tout jeune guitariste, apporte une valeur ajoutée incontestable au TP OK Jazz, en le dotant d’une technique de guitare dénommée « Zebola », autrement dit sorcier guérisseur en Lingala, des rythmes jazzy et afro-caraïbéens. Ebale ya Zaïre est une Power ballad (puissante balade) reposant essentiellement sur un gimmick de guitare jouée par Simaro lui-même, très entraînant, très dansant, soutenu par une gamme très variée de percussions afro-cubaines.